# الشريك المديني
نوع من أنواع الخبز ذو طعم مميز تشتهر به المدينة المنوّرة عن غيرها من مناطق المملكة يخبز على شكل دوائر مرشوشة بالقليل من السمسم تتزين به سُفر الإفطار في المسجد النبوي

## اسمائة
يسمى الشُريك المديني بعدة أسماء منها 
- الشُريك الحجري
- السحيرة
- خبز الشُريك
- الشريك الحجازي

## أنواعه
- العادي المعجون بالماء فقط
- المصنوع من الحليب والحمص يحتوي حبات من الحمص بداخله[2]

## وصلات خارجية
- طريقة عمل الشريك المديني
- طريقة عمل خبز الشريك الحجازي